# Epigynopteryx abbreviata
Epigynopteryx abbreviata är en fjärilsart som beskrevs av W. Warren 1901. Epigynopteryx abbreviata ingår i släktet Epigynopteryx och familjen mätare. Inga underarter finns listade i Catalogue of Life.